# Ödlesjön
Ödlesjön är en sjö i Laxå kommun i Västergötland och ingår i Motala ströms huvudavrinningsområde. Ödlesjön ligger i Tivedens nationalpark (västra) Natura 2000-område. Sjöns area är 0,004 kvadratkilometer och den befinner sig 155 meter över havet.